# Platební styk
Platební styk je obecně označení pro služby, jejichž prostřednictvím banky a některé další finanční instituce umožňují hotovostní i bezhotovostní finanční přesuny mezi jednotlivými hospodářskými subjekty – fyzickými i právnickými osobami.
Tyto služby lze dále rozlišovat podle různých kritérií, např.
- podle způsobu placení (hotovostní platební styk – bezhotovostní platební styk),
- podle toho, zda se peníze přesunují z účtu na účet v rámci jedné banky nebo mezi několika bankami (vnitrobankovní platební styk – mezibankovní platební styk),
- podle toho, zda se peníze převádějí z účtu na účet v rámci České republiky, anebo do či ze zahraničí (tuzemský platební styk – zahraniční platební styk).

V České republice se platební styk realizuje podle příslušných předpisů 
na základě povolení České národní banky. Platební styk je v ČR také označení části Integrovaného informačního systému Státní pokladny.

## Hotovostní platební styk
Při hotovostním platebním styku provádí plátce úhradu za služby či zboží v hotovosti, hotovými penězi, tedy platí příjemci bankovkami a mincemi. Banka případně sehrává pouze omezenou roli – při výdeji peněz z účtu plátce a následně při jejich složení na účet příjemce. Mezi takové hotovostní operace proto patří např. i výplaty hotovosti z účtů klientů, přijímání vkladů na účty klientů a také směnárenské operace.

## Bezhotovostní platební styk
Při bezhotovostním platebním styku se placení za služby či zboží uskutečňuje na základě pokynu bance či jiné platební instituci, aby provedla převod financí z účtu plátce na účet příjemce platby. V takovém případě k žádnému fyzickému oběhu hotových peněz nedochází, převod mezi účty je realizován předáním příslušných informací (zpravidla elektronicky).
Bezhotovostní převody lze provádět různými způsoby, např. pomocí příkazů k úhradě či k tzv. inkasu. Pokyny k převodu je možné buď podat osobně na přepážce banky na vyplněném formuláři (což se využívá už jen výjimečně a je to často spojeno s poměrně vysokými poplatky) anebo prostřednictvím elektronického bankovnictví (označuje se také jako přímé bankovnictví), či pomocí dalších platebních prostředků, např. platebních karet.

## Vybrané předpisy vztahující se k platebnímu styku
Platební styk v České republice se realizuje podle příslušných předpisů. K nejdůležitějším patří:
- Zákon 370/2017 Sb. ze dne 11. října 2017, o platebním styku[2]
- Nařízení Evropského parlamentu a Rady (EU) 2021/1230 ze dne 14. července 2021 o přeshraničních platbách v Unii[3]
- Prováděcí nařízení Komise (EU) 2019/410 ze dne 29. listopadu 2018, kterým se stanoví prováděcí technické normy, pokud jde o podrobnosti a strukturu informací, jež mají v oblasti platebních služeb příslušné orgány oznamovat Evropskému orgánu pro bankovnictví podle směrnice Evropského parlamentu a Rady (EU) 2015/2366[4]
- Nařízení Komise v přenesené pravomoci (EU) 2019/411 ze dne 29. listopadu 2018, kterým se doplňuje směrnice Evropského parlamentu a Rady (EU) 2015/2366, pokud jde o regulační technické normy, které stanoví technické požadavky na vytvoření, provozování a údržbu elektronického centrálního rejstříku v oblasti platebních služeb a na přístup k informacím v něm obsaženým[5]

Slovenskou obdobou zákona o platebním styku je zákon o platebních službách.

## Systémy pro mezibankovní platební styk
Banky a další poskytovatelé platebních služeb provádějí finanční transakce na základě příkazů svých klientů. Ti je mohou předávat pomocí různých technických prostředků – písemně na vyplněném formuláři (tiskopis příkazu k úhradě, tiskopis příkazu k inkasu apod.), prostřednictvím elektronického bankovnictví, hlasově nebo zvláštní bankovní aplikací prostřednictvím telefonu, případně s využitím platební karty. Pokud jsou účty plátce i příjemce platby vedeny u stejné banky, provede převod peněz (zúčtování na účtech) tato banka ve svém vlastním systému.
V případě, že plátce a příjemce platby mají své účty u různých bank,  jsou bezhotovostní převody peněžních prostředků z banky plátce do banky příjemce označovány jako mezibankovní platební styk. V České republice musí banka plátce použít pro převod peněz do banky příjemce systém mezibankovního platebního styku CERTIS.
Pro zprostředkování plateb v mezinárodním platebním styku se využívá systém SWIFT.

## Platební styk – subsystém Státní pokladny
Platební styk (PS) je subsystémem Integrovaného informačního systému Státní pokladny. Zahrnuje oblast bankovních operací, podpory pro řízení likvidity souhrnného účtu státní pokladny (SÚSP) a oblast výkaznictví pro organizační složky státu. Tyto služby poskytuje Státní pokladně Česká národní banka v rámci spolupráce s Ministerstvem financí.
Základem subsystému PS je bankovní systém ABO. Systém ABO poskytuje platební služby organizačním složkám státu (přijímá jejich příkazy a poskytuje výpisy z účtů), předává Ministerstvu financí denní informace o účtech spadajících do Státní pokladny a informace o všech pohybech na těchto účtech a vytváří účetní výkazy pro organizační složky státu dle jejich potřeb. Subsystém PS (ABO) je již v současnosti napojen na subsystém Řízení státního dluhu (ŘSD) a poskytuje mu v reálném čase souhrnné informace o pohybech na SÚSP. Vedle služeb pro stát slouží systém ABO zároveň pro potřeby dalších klientů a pro vnitřní potřeby ČNB.
Bankovní účetní a platební systém ABO podporuje platební potřeby státu již od 80. let 20. století. Vždy byl a i nadále je vyvíjen Českou národní bankou bez podpory externích dodavatelů. Denní informace o účtech a pohybech na nich jsou předávány Ministerstvu financí od února 1995. Ke stejnému datu byla zavedena i regulace příjmových a výdajových účtů a jejich promítání do SÚSP. Koncem 90. let bylo výrazně rozšířeno elektronické předávání klientských příkazů zajištěné elektronickým podpisem a elektronické předávání výpisů klientům. V srpnu 2006 byl uveden do provozu systém elektronického bankovnictví "ABO-K Internetové bankovnictví". V říjnu 2006 byl zprovozněn systém "ABO-K Rozpočtové limity" umožňující správcům rozpočtových kapitol předávat pokyny k nastavování rozpočtových limitů interaktivně přes internet a poskytující jim on-line informace o rozpočtových limitech na účtech spadajících do jejich kapitoly.
Od začátku roku 2007 je v provozu automatizované propojení na subsystém ŘSD, kterému jsou v průběhu dne v reálném čase poskytovány informace potřebné pro denní řízení likvidity SÚSP. Jsou to informace o zůstatku SÚSP a souhrnné informace o platbách Státní pokladny – o došlých platbách, o zaúčtovaných odchozích platbách a o plánovaných odchozích platbách. SÚSP vede Česká národní banka za účelem správy peněžních prostředků Státní pokladny. Systém regulace jednotlivých účtů Státní poklady pod tento souhrnný účet umožňuje maximálně efektivní hospodaření s peněžními prostředky státu tj. minimalizaci krátkodobých přebytků investováním na trhu a zajišťování zdrojů v případě přechodného nesouladu příjmů a výdajů.
ČNB bude svůj systém pro potřeby Státní pokladny dále rozvíjet (v nejbližším období se připravuje např. nové zpracování cizoměnových plateb a euroúhrad). Subsystém PS (ABO) bude aplikačně napojen na subsystémy RIS a CÚS.